# KSpread
A KSpread egy táblázatkezelő program, mely a KOffice-ban található meg.
A KSpread alapértelmezett fájlformátuma egy XML-alapú ZIP csomag. Ezenkívül támogatja a Microsoft Excel, Applix Spreadsheet, Quattro Pro, CSV és az OpenOffice.org Calc fájljainak kezelését is.